# Epiplema inquinata
Epiplema inquinata är en fjärilsart som beskrevs av W. Warren 1903. Epiplema inquinata ingår i släktet Epiplema och familjen Uraniidae. Inga underarter finns listade i Catalogue of Life.